# Castriyón
Castriyón  (spanisch Castrillón) ist eine Parroquia und ein Ort in der Gemeinde Boal der Autonomen Gemeinschaft Asturien im Norden Spaniens.
Die 195 Einwohner (2011) leben auf einer Fläche von 20,04 km², 11 km von der Gemeindehauptstadt Boal entfernt am rechten Ufer des Rio Navia.
Erste Besiedelungsspuren stammen von den Kelten, was zahlreiche Fundstellen in der Gemeinde belegen. Die Besiedelung hielt über die Castrokultur und die Römische Besetzung konstant an.
Die Burg (Castro) auf den Berghängen oberhalb des Rio Navia ist Namensgeber der Gemeinde. Die Burg selbst wurde im Jahr 1897 als Steinbruch benutzt, sodass nur noch Reste der Fundamente zu sehen sind.

## Sehenswürdigkeiten
- Pfarrkirche San Pedro

## Dörfer und Weiler
| Name           | Einwohner | Lage                    |
| -------------- | --------- | ----------------------- |
| Castriyón      | 44        | 43.39776 -6.792207 200  |
| El Rebollal    | unbewohnt | 43.383389 -6.810585 194 |
| Folgueiramayor | 14        | 43.381122 -6.802476 347 |
| Fontescavadas  | 17        | 43.361343 -6.794748 525 |
| A Rondía       | 1         |                         |
| As Mestas      | 2         | 43.374567 -6.793151 429 |
| Llendigresia   | 30        | 43.392493 -6.76934 256  |
| Reigoto        | 4         | 43.382674 -6.78666 412  |
| Sampol         | 46        | 43.390924 -6.778501 281 |
| Sarceda        | 18        | 43.37444 -6.807645 322  |
| Silvón         | 19        |                         |

## Persönlichkeiten
In Castriyón (kastilisch: Castrillón) liegt der Stammsitz des alten Adelsgeschlechts der Álvarez de Castrillón, vermutlich westgotischer Abstammung. 
Im 16. Jh. gingen einige von ihnen als höhere kgl. spanische Offiziere und Verwaltungsbeamte nach Nueva Granada, dem heutigen Kolumbien.
Der renommierte kolumbianische Genealoge Gabriel Arango Mejía notierte in seinem dort sehr bekannten Werk "Genealogías de Antioquia y Caldas", Band II: „nació don Diego en el lugar de Castrillón, concejo de Bual, en Asturias“ (Don Diego [d. h., Diego Álvarez de Castrillón] wurde im Ort Castrillón geboren, im Concejo de Bual, in Asturien).
Die Álvarez de Castrillón, genealogisch erforscht zurück bis ins frühe 13. Jh., waren Hidalgos und Nobles und hatten unter ihren Vorfahren eine Reihe von Condes ("Grafen") und Königen, mit weiteren verwandtschaftlichen Beziehungen in Fürsten- und Königshäuser im iberischen und weiteren europäischen Raum.